# 星期广播音乐会
星期广播音乐会（Weekly Radio Concert, 简称星广会），是由东方网，上海东方广播有限公司和上海音乐厅联合主办的定期音乐会，每两周一次，在上海音乐厅演出。创办于1982年，是中国历时最长，影响最大的普及型系列音乐会。旨在普及音乐知识、培养听众对于古典音乐的鉴赏能力。

## 发展历程
1982年1月28日，由当时的上海电台音乐频率开办星广会，首演在上海音乐厅举行，并通过广播频率进行现场直播，此后每两周一次
1989年之后，由于经费和场地等原因，星广会停办
2004年，星广会开始以星期爱乐音乐会的形式重新恢复，并由上海爱乐乐团负责演出
2005年，上海交响乐团、上海歌剧院、上海音乐学院等团体机构相继参与。同时，星期广播音乐会的名称开始恢复
2007年，1月，举行创办25周年暨恢复50期系列纪念活动；11月,推出“古典音乐大师”系列音乐会
2008年，3月，创办“名家讲堂”讲座系列；12月，推出“古典也爵士”系列音乐会
2009年，1月，推出“魅力黑白键”系列音乐会；10月，音乐让生活更美好——星广会恢复五周年庆典音乐会
2010年，8月，推出“和谐之声——无伴奏合唱”系列音乐会
2011年，1月，携手东方网，迈入网络播出的E时代；4月，推出“双城记——国际音乐交流计划”以及“双城记——两岸四地演出计划”；11月，上海城市交响乐团六周年音乐会

## 演出形式
星期广播音乐会不仅有古典音乐和传统音乐系列，也有爵士乐、新民乐和电影音乐系列；不仅有现场演出和电台直播，还有网络音频直播和网上视频；不仅有传统的音乐会形式，还经常在演出中采用多媒体手段以及与其它艺术形式的结合；不仅有音乐表演，还经常举办《名家讲堂》音乐普及讲座；音乐会不仅在上海举办，也走出上海，走出国门。

## 观赏渠道
- 现场演出时间：隔周周日10:30 AM
- 现场演出地点：上海音乐厅
- 电台直播    ：经典947（FM94.7）
- 视频直播    ：看看新闻网（http://live.kankanews.com （页面存档备份，存于） ）
- 音频直播    : 经典947官网 （http://www.fm947.cn）%5B%5D